# Championnat d'Union soviétique de football 1937
Navigation
Saison 1936 Saison 1938
La saison 1937 de Grouppa A est la 2e édition du championnat de première division en Union soviétique. Neuf clubs sont regroupés au sein d'une poule unique où ils se rencontrent deux fois dans la saison, à domicile et à l'extérieur. Il n'y a pas de relégation en fin de saison car le championnat va passer à 26 clubs la saison prochaine.
Cette saison voit la victoire du Dinamo Moscou, qui termine en tête avec un point d'avance sur le Spartak Moscou et deux sur le Dynamo Kiev. C'est le deuxième titre de champion de l'histoire du club après celui du printemps 1936. Il réalise à cette occasion le doublé, ayant remporté la coupe nationale quelques mois plus tôt face au Dinamo Tbilissi.

## Clubs participants
- Promu de deuxième division

| Club                     | Présent depuis | Classement 1936 (automne) | Entraîneur                                                                 |
| ------------------------ | -------------- | ------------------------- | -------------------------------------------------------------------------- |
| Spartak Moscou           | 1936           | 1er                       | Konstantin Kvachnine (en)                                                  |
| Dynamo Moscou            | 1936           | 2e                        | Viktor Doubinine (en)                                                      |
| Dinamo Tbilissi          | 1936           | 3e                        | Alekseï Sokolov (ru)                                                       |
| Lokomotiv Moscou         | 1936           | 4e                        | Jules Limbeck (jusqu'en août 1937) Mikhaïl Souchkov (en) (après août 1937) |
| Krasnaïa Zaria Léningrad | 1936           | 5e                        | Mikhaïl Okoun (ru)                                                         |
| Dynamo Kiev              | 1936           | 6e                        | Mikhaïl Tovarovski (en)                                                    |
| Dinamo Léningrad         | 1936           | 7e                        | Mikhaïl Boutoussov (en)                                                    |
| CDKA Moscou              | 1936           | 8e                        | Mikhaïl Rouchtchinski (en)                                                 |
| Metallourg Moscou        | 1937           | 1er (D2)                  | Boris Arkadiev                                                             |

## Compétition

### Classement
Le barème de points servant à établir le classement se décompose ainsi :
- Victoire : 3 points
- Match nul : 2 points
- Défaite : 1 point
- Forfait : 0 point